# Jørgen Berthelsen
 Der er flere personer med dette navn, se Jørgen Berthelsen (violinist).
Jørgen Berthelsen (født 23. januar 1851 i Lindholm ved Nørresundby, død 4. januar 1922 i Aalborg) var en dansk direktør og politiker. Han opfandt kolonihaven.

## Arbejdersagen
Berthelsen var søn af husmand Berthel Nielsen. Han var arbejdsmand 1872-80, vognmand og entreprenør 1880, formand for Arbejderforeningen af 1865, 1881-89. Denne forening virkede som syge- og begravelseskasse, og han tog ivrigt del i drøftelsen af dens anliggender. Han kom snart ind i foreningens bestyrelse og repræsentantskab og blev dens formand og dygtige og energiske leder. Han udrettede her gennem 1870'erne og 1880'erne ikke så lidt til småfolks gavn; så meget mere som Arbejderforeningen i en lang række af år var det eneste samlingspunkt for arbejdere og småfolk.

## Kolonihaver
Han oprettede de første kolonihaver i Danmark i Aalborg 1884, men det skete ikke uden gnidninger. Berthelsen administrerede Arbejderforeningen med dygtighed og skaffede den både fremgang og anseelse. Men det var ikke altid, han kunne få fornøden tilslutning til sine ideer inden for foreningen, og således gik det med et forslag han i begyndelsen af 1880'erne stillede om at oprette småhaver for arbejdere på nogle jorder uden for byen. Tanken herom var dengang ny og den blev gentagne gange fremsat af Berthelsen, uden at det lykkedes ham at overvinde foreningsmedlemmernes betænkeligheder. Han besluttede da at lave arbejderhaver for egen regning og risiko, og han gennemførte sin plan ved af kommunen at leje nogle jorder, der lå temmelig unyttige hen syd for byen. I alt lejede han 14-15 tdr. land og stykkede dem ud i parceller til fremleje til småfolk. 1884 var de første haver under dyrkning, og snart taltes der 85 nydelige lysthuse hvor flagene smældede over veldyrkede frodige lodder. 1886 måtte der lægges 93 parceller til, hvilke også blev revet bort, så meget mere som de var billige og uden profit for deres grundlægger. En succes var skabt og blev gentaget i alle større byer i Danmark.

## Politiker
I løbet af 1880'erne steg Berthelsens velstand og anseelse i kommunen, og han var medlem af Aalborg Byråd for Venstre 1894-1906, valgt medlem for samme parti af Landstinget for 7. kreds 21. september 1898 til 1906, kongevalgt fra 1907.
Han var tillige medlem af Tuberkulosekommissionen fra 1901, formand i Centraldirektionen for Nordjyllands forenede Privatbaner og for Bestyrelsen for Aalborg-Hadsund Jernbaneselskab, medlem af Kommissionen af 1898 ang. de københavnske banegårdsforhold, af Kommissionen af 1904 ang. anlæg af nye jernbaner og af Kommissionen af 1908 ang. jernbaneskyld. Han blev Ridder af Dannebrog 1905 og Dannebrogsmand 1920.
Han er begravet på Almen Kirkegård i Aalborg.